# مسيرة مليون قناع

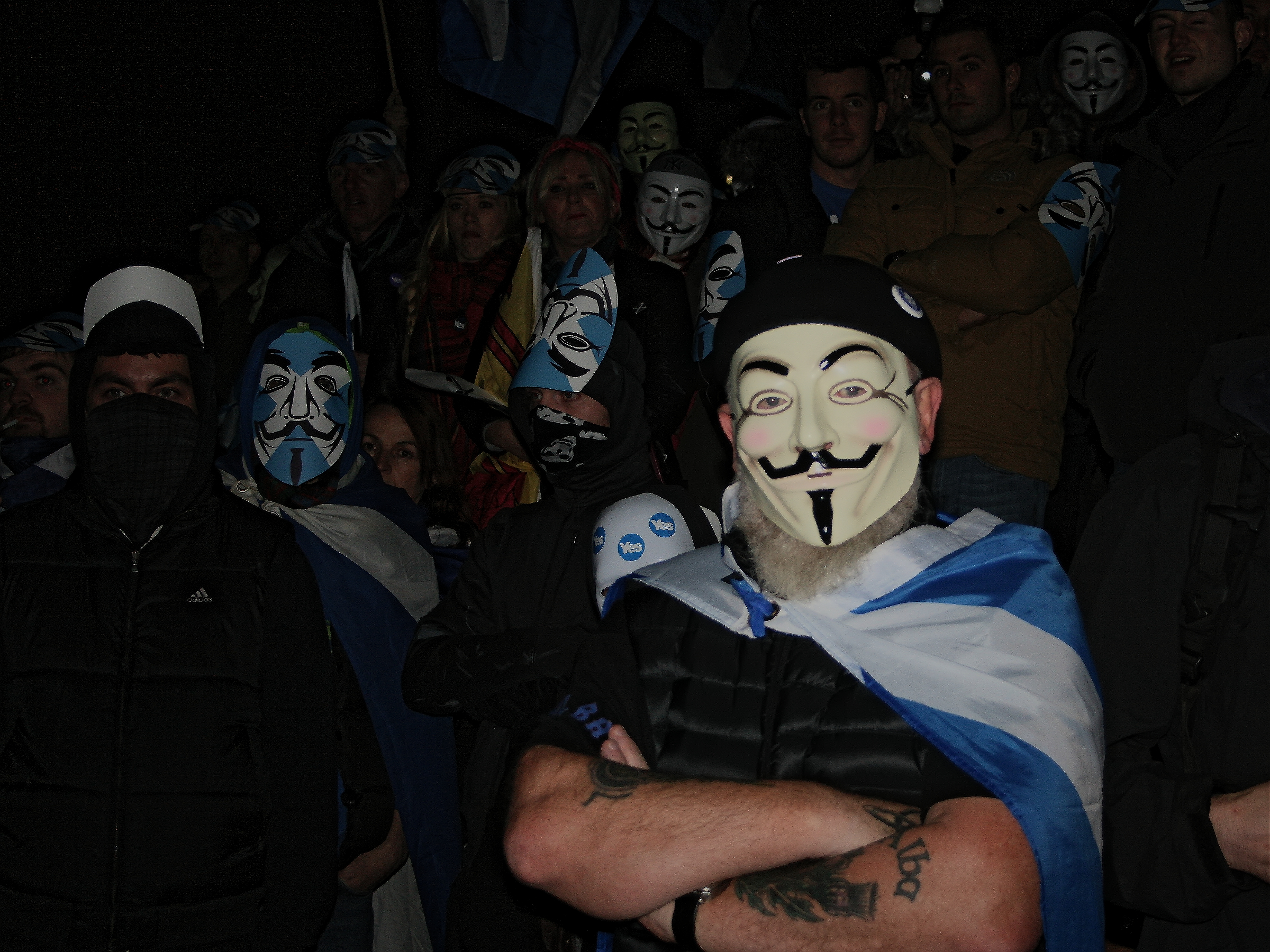
"مسيرة قناع المليون" في العاصمة إدنبرة باسكتلندا في 5 نوفمبر 2014

مسيرة مليون قناع أو «عملية فونديتا» هي احتجاج سنوي عالمي لقراصنة المعلوميات مرتبط بمجموعة المجهولين أنونيموس يخلد في الخامس من نوفمبر من كل عام إحياء لليلة الألعاب النارية عندما أُلقِيَ القبض على جاي فوكس - أحد أعضاء مؤامرة البارود - أثناء حراسته لمتفجرات وضعها المتآمرون في قبو مبنى البرلمان البريطاني أو مجلس اللوردات.
يختلف الدافع الرئيسي وراء المسيرة، ولكنه يتضمن بعض القناعات الثابتة والسائدة في حركة الأنونيموس من بينها: الفساد السياسي، التجريد من السلاح، عنف الشرطة والحكم الذاتي.
تم إطلاق المسيرات لتمكين المواطنين العاديين من إحداث تغيير مجتمعي من خلال الضغط على حكوماتهم للحصول على تعديلات. ويتم تنسيق هذه المسيرات من خلال التعاون بين الأفراد ووسائل التواصل الاجتماعي. حيث يتم الإعلان عن ذلك من خلال خاصية فايسبوك وتويتر المخصصة للإعلان عن الاحتجاج في جميع أنحاء العالم.

## الدلالة الرمزية

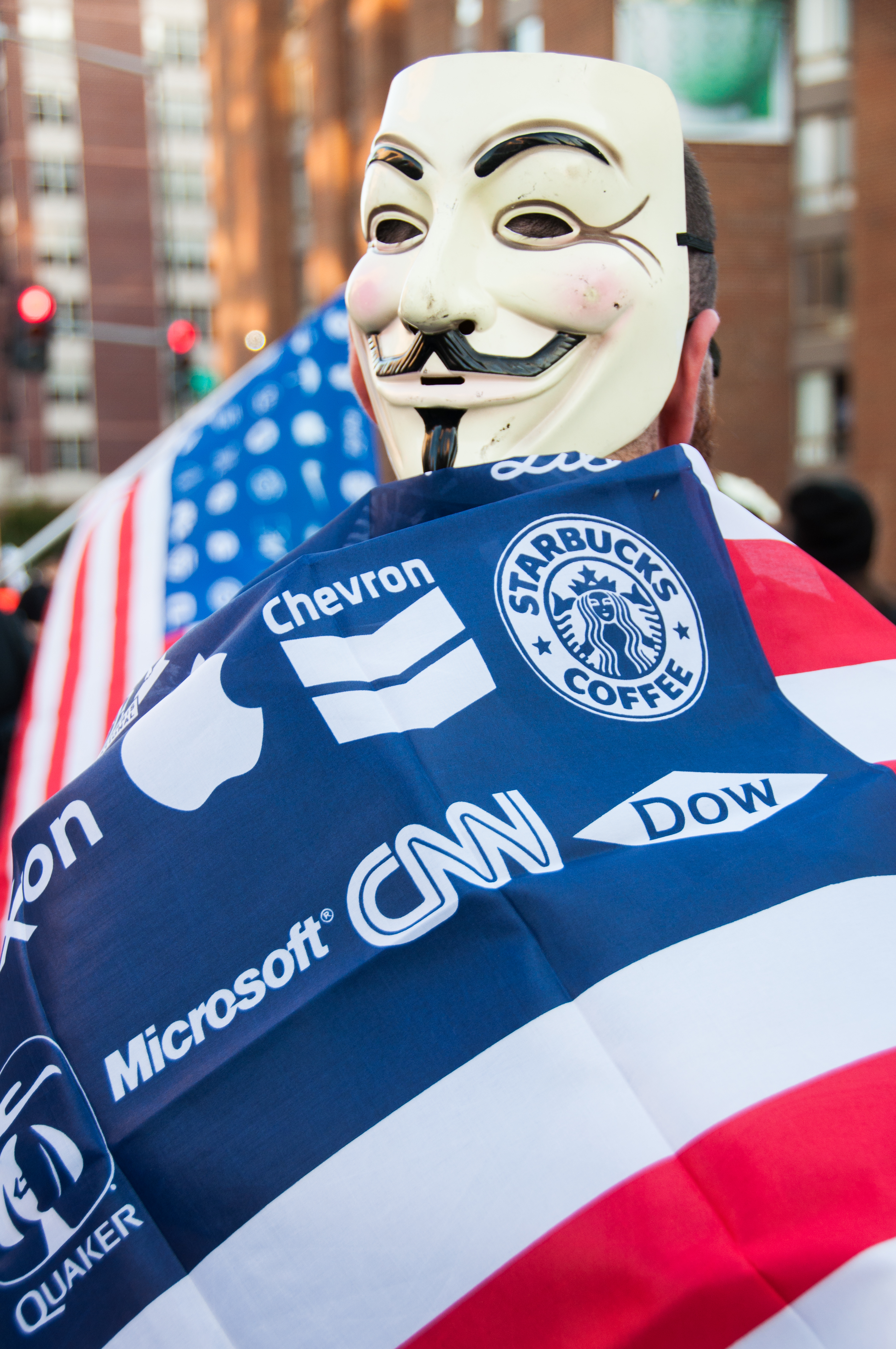
متظاهر خلال مسيرة المليون قناع في واشنطن العاصمة عام 2015.

في الغالب يرتدي متظاهروا المسيرة نسخًا من قناع جاي فوكس الشهير تكريماً للرواية المصورة ثاء رمزا للثأر. حيث يشير الزي إلى بطل الرواية الذي يخوض حربا ضد عسر الولادة الاستبدادي في المملكة المتحدة. في نسخة الفيلم، تم صرف ملايين الأقنعة للمواطنين المتجمعين حول البرلمان.

## التاريخ
دخلت مجموعة الأنونيموس التي كانت في الأصل مجموعة من مستخدمي منتدى إنترنت، النشاط السياسي لأول مرة خلال معركتها ضد السيانتولوجيا، والمشار إليها باسم مشروع تشانولوجي. توجت هذه المعركة باحتجاجات خارج كنائس السيانتولوجيا في جميع أنحاء العالم.
جرت أول مسيرة قناع مليونية في عام 2012، وكان أكبر تكثل للحدث في لندن وواشنطن العاصمة فيما قابلتها حشود مصغرة في جميع أنحاء العالم وعادة ما تجري المسيرات خارج المباني الحكومية.
امتدت احتجاجات 2015 على 650 مدينة.

## الأحداث
- المملكة المتحدة: أصبحت المسيرة حدثًا سنويًا في مدينة لندن.

1. في 5 نوفمبر 2015 قام المتظاهرون بمسيرة في وسط لندن احتجاجًا على الطريقة التي تدير بها الحكومة البريطانية المراقبة على البلاد، والفساد الذي أصبح متأصلًا في الحكومة، بالإضافة إلى القضايا الاجتماعية والاقتصادية للدولة.[5]
2. خلال مسيرة 2016، تم اعتقال 53 محتجًا في وسط لندن خلال المسيرة والتي كانت مرتبطة بتعاطي المخدرات وتدمير الممتلكات وغيرها من الأنشطة الإجرامية.[11]

- الفلبين الفلبين: في مانيلا قام ناشطون مرتبطون بمجموعة أنونيموس بتحطيم 30 موقعًا من مواقع الحكومة الفلبينية ردًا على الفساد الذي يشعرون به ضد السياسيين. فيما أصدرت المجموعة شريط فيديو تعتذر فيه إلى شعب الفلبين عن التعطيلات وتدعوهم للاحتجاج أمام مبنى البرلمان في 6 نوفمبر 2013.[12]